# Trisha Fallon
Trisha Nicole "Trish" Dykstra née Fallon (23 de julho de 1972) é uma treinadora e ex-basquetebolista profissional australiana, medalhista olímpica.

## Carreira
Trisha Fallon integrou a Seleção Australiana de Basquetebol Feminino, em Atenas 2004, conquistando a medalha de prata.